# Kompozicijska tehnika
Kompozicijska tehnika je skladateljski postopek, način oblikovanja glasbenih vsebin.
Dodekafonija je skladateljski postopek, kjer je vseh 12 različnih tonov enako temperirane lestvice obravnavano enakovredno, ne oziraje se na harmonske (so)odnose.